# Taghjijt
Taghjijt  (in arabo تغجيجت‎?) è un centro abitato e comune rurale del Marocco situato nella provincia di Guelmim, regione di Guelmim-Oued Noun. Conta una popolazione di 9 988 abitanti (censimento 2014).